# Jennipher Rodríguez
Jennipher Rodríguez (Caracas, 23 settembre 1978) è una modella, showgirl e attrice venezuelana.

## Biografia
Durante gli studi universitari, che frequentava per diventare medico, intraprese la carriera di modella in Venezuela: nel 1997, all'età di 19 anni, partecipa al concorso di bellezza di Miss Venezuela arrivando alle fasi finali come Miss Monagas. Dopo aver approfondito l'attività di modella nel suo paese natale, le viene proposto un tour in Italia, paese in cui fu notata da Aldo Biscardi che la scelse per co-condurre con lui su LA7 il noto programma sportivo Il processo di Biscardi per la stagione 2004-2005. Dal 2004 al 2006, insieme a vari partner, fu co-conduttrice di Modeland, programma sulla moda in onda su All Music, e di Space Girls, il principale contenitore di Happy Channel in onda più volte al giorno. È stata anche protagonista del calendario sexy, in cui ha posato completamente senza veli insieme a Vera Atyushkina, ex-velina bionda di Striscia la notizia, per pubblicizzare la stagione televisiva 2005-2006 del programma sportivo di Italia 1 Controcampo, suscitando quindi molto interesse nel pubblico e nella critica: in seguito le due showgirl hanno partecipato (insieme ad altri partner) al cast del Saturday Night Live from Milano, precisamente a partire dalla stagione 2006-2007 fino al 2011, in onda in seconda serata su Italia 1. Nella primavera 2006 partecipa alla terza edizione del reality show di Canale 5 La fattoria, dove rimane in gioco per circa due mesi (periodo in cui balza agli onori della cronaca rosa per la relazione con Francesco Arca, altro protagonista del reality, ma il fidanzamento finì circa sei mesi dopo la fine di quel reality).
Nel settembre 2006 sfila con Antonella Mosetti nella serata di moda Sulle ali del sogno e negli anni seguenti sfilerà anche per Sfilata d'amore e moda su Rete 4. Nell'ottobre 2006 posa senza veli per la Cover di Playboy Venezuela, cioè per l'edizione di Playboy del suo paese natale; dopo questa esperienza, nel corso degli anni ha posato, sia in Italia che in Venezuela, per vari calendari sexy e ha lavorato pure per la televisione venezuelana, svizzera e spagnola, anche come conduttrice. Nel 2007 ha posato per Match Book, libro fotografico della rivista Match Magazine, e incide la compilation 96 compilation, raccolta di musica latina: nel 2009 presenta Sexy DJ, il suo primo EP prodotto da AFRE music. Dal 2006 al 2009 ha co-condotto, insieme a vari partner, Tg Show, telegiornale satirico di SKY Show, e Show television, rubrica settimanale di Sky.
Tra il 2006 e il 2012 ha partecipato, come opinionista, ai vari talk show, sia della RAI che di Mediaset, dedicati ai reality show. Oltre a quanto detto, Jennipher Rodriguez è anche attrice perché nel corso del tempo ha recitato, oltre che in vari b-movie e cortometraggi comici in Venezuela, in vari episodi di 7 vite (sitcom in onda dal 2007 al 2009 su Rai 2) e di Così fan tutte (sitcom in onda dal 2009 al 2012 su Italia 1). Nel gennaio 2014 debutta nel cinema italiano: recita (insieme a Claudio Bisio, Margherita Buy e Diego Abatantuono) nel film La gente che sta bene diretto da Francesco Patierno.

## Carriera artistica

### Televisione italiana

#### Reality Show
- La fattoria 3 (2006) - concorrente
- Opinionista in vari talk dedicati ai reality (2006-2012)

#### Sitcom
- 7 vite (Rai 2, 2007-2009)
- Così fan tutte (Italia 1, 2009-2012)

#### Programmi televisivi
- Il processo di Biscardi (LA7, 2004-2005)
- Modeland (All Music, 2004-2006)
- Space Girls (Happy Channel, 2004-2006)
- Saturday Night Live from Milano (Italia 1, 2006-2011)
- Show television (SKY Italia, 2006-2009)
- Tg Show (SKY Show, 2006–2009)
- Sfilata d'amore e moda (Rete 4, 2007-2012)

### Discografia italiana

#### Compilation
- 2007 - 96 compilation

#### EP
- 2009 - Sexy DJ

### Calendari
Dal 2005 al 2007 Jennipher Rodriguez ha posato per vari servizi fotografici scattati per Hegre-Art.com di Petter Hegre. Inoltre ha posato anche per i seguenti calendari:
- 2006 - Calendario per Controcampo (insieme a Vera Atyushkina)
- 2006 - Calendario per Playboy (edizione venezuelana)
- 2007 - Calendario per laRepubblica.it
- 2008 - Calendario per Match Book (allegato a Match Magazine)

### Cinema italiano
- 2014 - La gente che sta bene, regia di Francesco Patierno[21]